# Liesbet De Vocht
Liesbet De Vocht, née le 5 janvier 1979 à Turnhout, est une ancienne coureuse cycliste belge, directrice sportive de l'équipe Lotto Soudal Ladies. Elle a notamment été championne de Belgique du contre-la-montre en 2009, 2011, 2012 et 2013 et de la course en ligne en 2010 et 2013. Son frère Wim De Vocht a également été cycliste professionnel.

## Biographie
En 2012, en avril, elle termine troisième de Halle-Buizingen au sprint. En mai, elle gagne Knokke-Heist-Bredene et Gooik-Geraardsbergen-Gooik.

## Palmarès
- 2007

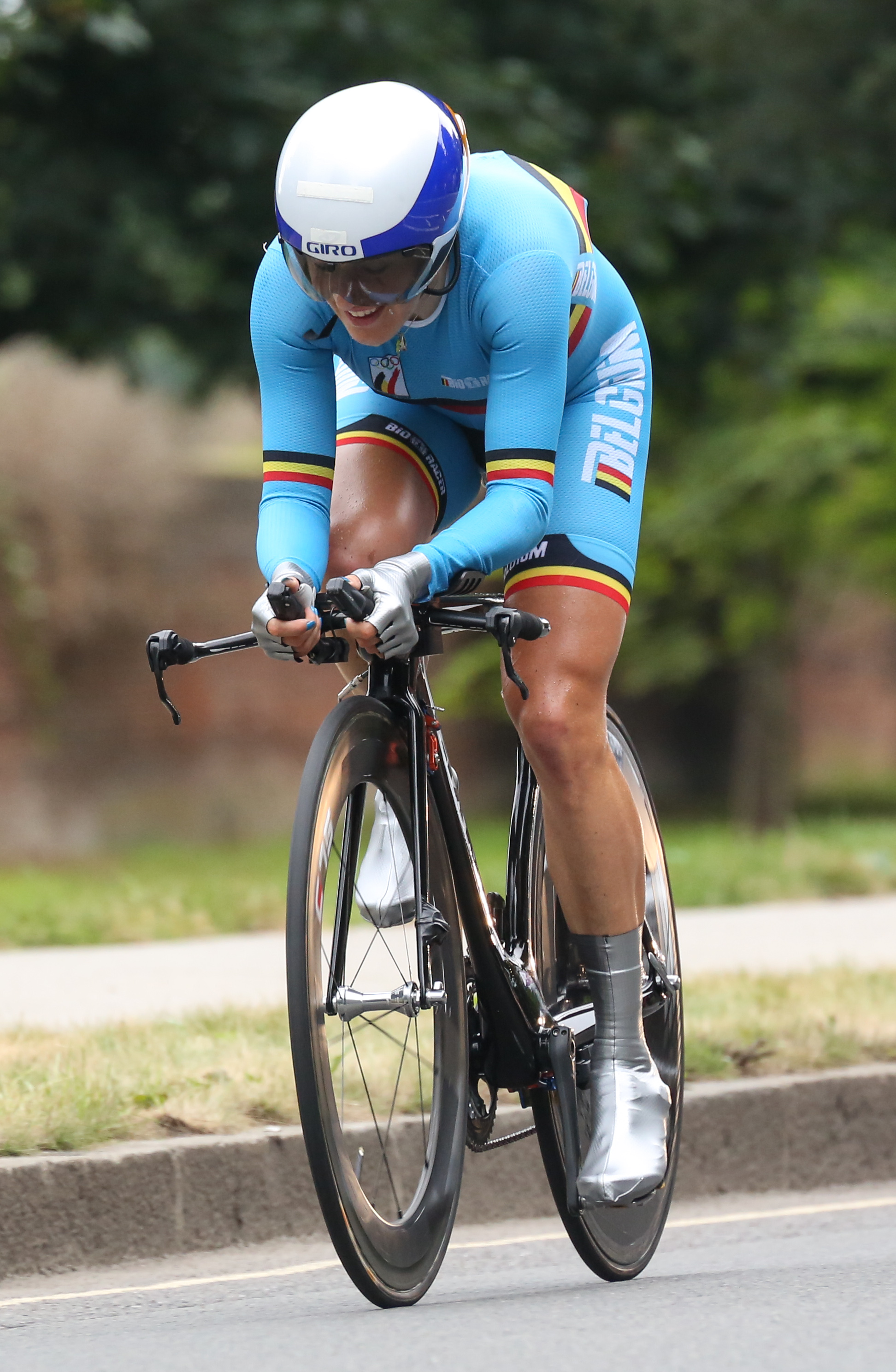
Aux Jeux olympiques de Londres

  - 3e du championnat de Belgique du contre-la-montre
  - 3e du championnat de Belgique sur route
- 2008
  - Omloop van het Hageland
  - 2e du championnat de Belgique du contre-la-montre
  - 3e du Tour de Pologne féminin
- 2009
  -  Championne de Belgique du contre-la-montre
  - Dwars door de Westhoek
  - Tour de Bretagne :
    - Classement général
    - 1re étape

  - 3e du Grand Prix de Roulers
- 2010
  -  Championne de Belgique sur route
  - Dwars door de Westhoek
  - 2e du championnat de Belgique du contre-la-montre
  - 2e du Circuit Het Nieuwsblad
- 2011
  -  Championne de Belgique du contre-la-montre
  - 2e de Halle-Buizingen
  - 2e du Therme Kasseienomloop
  - 3e du Tour de Bochum
- 2012
  -  Championne de Belgique du contre-la-montre
  - Knokke-Heist-Bredene
  - Gooik-Geraardsbergen-Gooik
  - 2e d'Erpe-Mere-Erondegem
  - 2e du Lotto-Decca Tour
  - 3e de Halle-Buizingen
  - 3e du Tour de l'île de Chongming
  - 3e de l'Open de Suède Vårgårda Time Trial (contre-la-montre par équipes)
  - 7e du Tour of Chongming Island World Cup (Cdm)
  - 9e de la course en ligne des Jeux olympiques
- 2013
  -  Championne de Belgique sur route
  -  Championne de Belgique du contre-la-montre
  - 2e du 7-Dorpenomloop van Aalburg
- 2014
  - 2e du championnat de Belgique du contre-la-montre
  - 2e d'Erpe-Mere-Erondegem
  - 3e du Trofee Maarten Wynants
  - 7e du Tour des Flandres (Cdm)

## Classements mondiaux
| Année                                 | 2009 | 2010 | 2011 | 2012 | 2013 | 2014 |
| ------------------------------------- | ---- | ---- | ---- | ---- | ---- | ---- |
| Classement UCI                        | 48e  | 40e  | 20e  | 20e  | 53e  | 44e  |
|                                       |      |      |      |      |      |      |
| Légende : nc = non classéSource : UCI |      |      |      |      |      |      |

## Distinctions
- Trophée Flandrien : 2010 et 2012